# TeachBeyond
TeachBeyond Deutschland e. V. (ehemals Janz Team e. V.) ist der Träger der englischsprachigen internationalen Schule Black Forest Academy (BFA), die 1956 gegründet wurde und in Kandern/Südschwarzwald ihren Standort hat. Gemeinsam mit dem 2017 gegründeten Bildungswerk TeachBeyond Deutschland gGmbH und dem seit Ende 2020 in Auflösung befindlichen Dienstleistungsunternehmen Janz Team GmbH repräsentiert der TeachBeyond Deutschland e. V. das Erbe des 1954 gegründeten Missionswerkes Janz Team e. V.

## Geschichte
1954 zogen der Theologe und Evangelist Leo Janz, sein Bruder und Sänger Hildor Janz sowie Pianist Harding Braaten aus Kanada nach Europa und gründeten hier das Janz Team. Bereits 1951 hatten die drei als Teil der Musikgruppe Janz-Quartett anlässlich einer vom Missionswerk Jugend für Christus organisierten Tournee Deutschland besucht. Die hier von ihnen wahrgenommene „geistlichen Not“ war Hauptmotivation für die Gründung eines eigenen Missionswerkes. Die beiden Familien Janz mit insgesamt acht Kindern ließen sich zunächst in Basel nieder. Als Christliche Radiomission Janz Team begannen die Brüder ihre evangelistische Tätigkeit mit einem Rundfunkprogramm über Radio Luxemburg. Ihr Bruder Adolph († 1999) sowie dessen Schwager Cornelius Enns folgten ihnen später nach Europa und vervollständigten die Gruppe des Janz-Quartetts wieder. Beginnend mit einer einmonatigen Evangelisation auf der Mustermesse Basel baute das Missionswerk ferner seine international erfolgreiche Arbeit in der Groß- und Massenevangelisation aus. Bereits die nachfolgende Veranstaltung der so genannten Feldzüge für Christus im Jahr 1957 in Essen sprengte allabendlich mit einer Besucheranzahl von etwa 9000 Personen das Fassungsvermögen der mit 7000 Sitzplätzen bestuhlten Grugahalle bei weitem, sodass trotz überfüllter Treppenaufgänge der Emporen Hunderte von weiteren Zuhörern die Veranstaltung außerhalb der Halle über Lautsprecher mitverfolgen mussten. Weitere „Feldzüge“ führten das Janz Team unter anderem nach Frankfurt, Wiesbaden, Lübeck, Mannheim, Kreuztal, Herborn („Dillkreisfeldzug“ 1973), ins Ruhrgebiet und nach Bern. 1965 reiste das Janz Team zu seiner ersten von drei Evangelisationstourneen durch Südamerika nach Brasilien. Durch Ausstrahlung seines Radioprogramms über die Stimme der Anden bei den deutschstämmigen und deutschsprachigen Südamerikanern bekannt geworden, musste das Missionswerk für seine Versammlungen teilweise Sportstadien anmieten.
1956 gründete das Janz Team eine private christliche bilinguale Schule für die Kinder seiner Missionare sowie ausländischer Geschäftsleute in Basel. Unter anderem aufgrund steigender Schülerzahlen wurden Standortwechsel nach Lörrach (1965) und Sitzenkirch (1972) notwendig; seit 1984 hat die Black Forest Academy ihren Sitz in Kandern. Hier werden etwa 300 Schüler unterrichtet, deren Eltern im Ausland für verschiedene Missionsgesellschaften arbeiten.
Aus der Rundfunkarbeit heraus wuchs ein jahrelang intensiv betriebener und erfolgreicher Musikarbeitszweig im Janz Team. Bereits die Tonaufnahmen des Radioprogramms wurden im gleichnamigen Plattenlabel Lieder des Lebens in Form von Singles herausgegeben. Das Missionswerk legte auch bei seinen Großveranstaltungen Wert auf die musikalische Form der Verkündigung des Evangeliums und gestaltete aus diesem Grund ein Rahmenprogramm mit Beiträgen von Hildor Janz, dem Janz-Quartett sowie den mehreren hundert Stimmen starken „Feldzugschören“ unter der Leitung von Cornie Enns. Die Interpreten des Janz Teams gewannen starken Einfluss in der deutschsprachigen christlichen Musikszene und induzierten eine intensive Musikarbeit im Missionswerk. So brachte das Janz Team mehrere Generationen von erfolgreichen Sängern wie Wolfgang Lüdecke, Jack Stenekes, Danny Plett, Anja Lehmann und Yasmina Hunzinger sowie Chöre und Musikgruppen wie One Accord, Janz Team Ambassadors, Bob & DeEtta Janz, Janz Team Singers und nicht zuletzt – gleichwohl derzeit in distanzierter Haltung – die Rockband Deliverance hervor. 2011 beendete jedoch sein letztes Musiklabel Janz Team Music seine Arbeit.
Im Zuge des 2011 vollzogenen Zusammenschlusses mit TeachBeyond (früher Janz Team International) und einer Neuausrichtung der Organisation mit verstärktem Bildungsangebot wurde der Name des Vereins im Mai 2015 in TeachBeyond Deutschland e. V. geändert. 2022 wurde der Naturkindergarten „Schwalbennest“ in Kupferzell als erste Kindertagesstätte in Trägerschaft in Betrieb genommen. Im selben Jahr wurde der erst 2018 übernommene, aber nicht mehr haltbare Arbeitsbereich Freizeiten an das Missionswerk „Antiochia Teams“ (Kandern) übergeben, das auf die Gründung christlicher Gemeinden spezialisiert ist. In der Vergangenheit wurden jährlich bis zu 17 Freizeiten durchgeführt.
Geschäftsführer des Janz Team e. V. war von 1966 bis 1978 Manfred Paul. National Director der TeachBeyond Deutschland gGmbH ist Falk Winter, deren Geschäftsführer ist Gavin Brettenny, gleichzeitig Head of School der Black Forest Academy. Gesellschafter sind zu je 50 Prozent die „Freie Evangelische Schule Lörrach“ und „TeachBeyond USA/Kanada“.

## Arbeitszweige
- TeachBeyond Deutschland gGmbH – Bildungswerk
- Janz Team GmbH – Dienstleistungsunternehmen
- Black Forest Academy – internationale Schule

An der BFA werden rund 300 Schüler unterrichtet, die im deutsch-schweizerisch-französischen Dreiländereck und in zur Schule gehörigen Internaten wohnen. Zahlreiche Eltern dieser Schüler arbeiten für verschiedenste christliche und internationale Organisationen weltweit, so dass die BFA deren Dienst unterstützt und ermöglicht.

## Mitgliedschaften
- Evangelische Allianz in Deutschland und der Schweiz
- Lausanner Bewegung
- Arbeitsgemeinschaft Evangelikaler Missionen (AEM)
- Arbeitsgemeinschaft Missionarische Dienste (AMD)
- Ring Missionarischer Jugendbewegungen (RMJ)